# Fiskemester
Fiskemester var oprindelig en overordnet stilling ved hoffet i Danmark. Den kongelige fiskemesters opgave var at sikre leverancen af fisk og skaldyr til hoffet og føre tilsyn med kronens søer og dambrug. Titlen er nu afskaffet i royal sammenhæng, men lederen af dambrug kaldes stadig fiskemester.
| Job | Spire Denne artikel om et job eller en stillingsbetegnelse er en spire som bør udbygges. Du er velkommen til at hjælpe Wikipedia ved at udvide den. |